# Lamellobates intermedius
Lamellobates intermedius är en kvalsterart som beskrevs av Nübel-Reidelbach och Woas 1992. Lamellobates intermedius ingår i släktet Lamellobates och familjen Austrachipteriidae. Inga underarter finns listade i Catalogue of Life.